# Metropolregion Stuttgart
Die europäische Metropolregion Stuttgart – nicht zu verwechseln mit der Region Stuttgart – ist eine von derzeit elf Metropolregionen in Deutschland. Sie wurde als solche von der deutschen Ministerkonferenz für Raumordnung (MKRO) 1995 festgelegt. Es gibt verschiedene räumliche Abgrenzungen der Metropolregion.
In der größten Auslegung, welche als Kooperationsraum Metropolregion Stuttgart bezeichnet wird, leben etwa 5,4 Millionen Menschen. Sie umfasst die Regionen Stuttgart, Heilbronn-Franken, Nordschwarzwald, Ostwürttemberg und Neckar-Alb und hat eine Fläche von 15.425 Quadratkilometern.
Nach der Fortschreibung des Landesentwicklungsplans Baden-Württemberg von 2002 wird die Abgrenzung der Metropolregion Stuttgart bewusst unscharf gelassen, orientiert sich aber am bislang als Verdichtungsraum Stuttgart bezeichneten Raum in Baden-Württemberg. Dieser umfasst nahezu alle Gemeinden der Region Stuttgart, darüber hinaus die beiden Oberzentren Heilbronn im Norden und Tübingen/Reutlingen im Süden, das Mittelzentrum Schwäbisch Gmünd im Osten sowie den östlichen Rand der Region Nordschwarzwald im Westen sowie die Verdichtungsflächen zwischen diesen Teilen. In diesem Gebiet leben etwa 3,5 Millionen Menschen.
Laut Landesentwicklungsplan 2002 entspricht die Mindestausdehnung dem Verdichtungsraum mit seiner Randzone. Darüber hinaus gibt der Landesentwicklungsplan 2002 die Aufgabe, auf die zukünftige Zuordnung des ländlichen Verdichtungsraumes Albstadt/Balingen/Hechingen zur Metropolregion Stuttgart hinzuwirken.

## Gebiet der Metropolregion Stuttgart
Zur Metropolregion Stuttgart gehören folgende Städte und Gemeinden:
- von der Region Stuttgart (Regierungsbezirk Stuttgart)
  - Stadtkreis Stuttgart
  - vom Landkreis Böblingen alle Gemeinden, wobei die Gemeinden Bondorf, Deckenpfronn, Jettingen, Mötzingen und Weissach zur Randzone gehören
  - Landkreis Esslingen alle Gemeinden mit Ausnahme der Gemeinde Neidlingen, wobei die Gemeinden Beuren, Bissingen an der Teck, Erkenbrechtsweiler, Lenningen, Neuffen und Ohmden zur Randzone gehören
  - vom Landkreis Göppingen alle Gemeinden mit Ausnahme der Gemeinden Bad Ditzenbach, Böhmenkirch, Deggingen, Drackenstein, Gruibingen, Hohenstadt, Lauterstein, Mühlhausen im Täle und Wiesensteig, wobei die Gemeinden Adelberg, Aichelberg, Bad Überkingen, Birenbach, Börtlingen, Bad Boll, Donzdorf, Dürnau, Eschenbach (Württemberg), Gammelshausen, Hattenhofen, Heiningen, Ottenbach, Rechberghausen, Schlat, Schlierbach, Wäschenbeuren, Wangen und Zell unter Aichelberg zur Randzone gehören.
  - vom Landkreis Ludwigsburg alle Gemeinden, wobei die Gemeinden Eberdingen, Großbottwar, Oberriexingen, Oberstenfeld und Sachsenheim zur Randzone gehören
  - vom Rems-Murr-Kreis die Gemeinden Backnang, Fellbach, Kernen im Remstal, Korb, Leutenbach, Murrhardt, Oppenweiler, Plüderhausen, Remshalden, Rudersberg, Schorndorf, Schwaikheim, Sulzbach an der Murr, Urbach, Waiblingen, Weinstadt, Weissach im Tal, Winnenden und Winterbach sowie die Gemeinden der Randzone Allmersbach im Tal, Burgstetten und Kirchberg an der Murr
- von der Region Heilbronn-Franken (Regierungsbezirk Stuttgart)[4]
  - Stadtkreis Heilbronn
  - vom Landkreis Heilbronn alle Gemeinden mit Ausnahme von Eppingen, Gemmingen, Hardthausen am Kocher, Ittlingen, Jagsthausen, Langenbrettach, Löwenstein, Möckmühl, Pfaffenhofen, Roigheim, Widdern, Wüstenrot und Zaberfeld, wobei die Gemeinden Abstatt, Bad Rappenau, Beilstein, Brackenheim, Cleebronn, Eberstadt, Güglingen, Gundelsheim, Ilsfeld, Kirchardt, Lehrensteinsfeld, Massenbachhausen, Neckarwestheim, Neudenau, Neuenstadt am Kocher, Obersulm, Oedheim, Offenau, Schwaigern, Siegelsbach, Talheim, Untergruppenbach zur Randzone gehören.
- von der Region Nordschwarzwald (Regierungsbezirk Karlsruhe)
  - vom Landkreis Calw die Gemeinden Althengstett, Bad Liebenzell, Calw, Gechingen, Nagold, Ostelsheim, Simmozheim und Wildberg, die alle zur Randzone gehören
  - vom Enzkreis die Stadt Heimsheim und die zur Randzone gehörigen Gemeinden Friolzheim und Mönsheim
  - vom Landkreis Freudenstadt die zur Randzone gehörige Gemeinde Eutingen im Gäu
- von der Region Neckar-Alb (Regierungsbezirk Tübingen)
  - vom Landkreis Reutlingen die Gemeinden Eningen unter Achalm, Grafenberg, Metzingen, Pfullingen, Pliezhausen, Reutlingen, Riederich, Walddorfhäslach und Wannweil sowie die zur Randzone gehörigen Gemeinden Bad Urach, Dettingen an der Erms, Hülben und Lichtenstein
  - vom Landkreis Tübingen die Gemeinden Dettenhausen, Kirchentellinsfurt, Kusterdingen und Tübingen sowie die zur Randzone gehörigen Gemeinden Ammerbuch, Bodelshausen, Dußlingen, Gomaringen, Mössingen, Nehren, Neustetten, Ofterdingen und Rottenburg am Neckar
- von der Region Ostwürttemberg (Regierungsbezirk Stuttgart)
  - vom Ostalbkreis die zur Randzone gehörigen Gemeinden Böbingen an der Rems, Heubach, Iggingen, Leinzell, Lorch, Mögglingen, Mutlangen, Schwäbisch Gmünd und Waldstetten

## Oberzentren und Mittelzentren
Die Metropolregion Stuttgart hat drei Oberzentren: Stuttgart, Heilbronn und das Doppelzentrum Tübingen-Reutlingen.
Zugehörige Mittelzentren innerhalb der Metropolregion Stuttgart sind:
- im Bereich des Oberzentrums Stuttgart:
  - Backnang, Bietigheim-Bissingen/Besigheim, Böblingen/Sindelfingen, Esslingen am Neckar, Geislingen an der Steige, Göppingen, Herrenberg, Kirchheim unter Teck, Leonberg, Ludwigsburg/Kornwestheim, Nürtingen, Schorndorf, Vaihingen an der Enz und Waiblingen/Fellbach
- im Bereich des Oberzentrums Heilbronn
  - Neckarsulm
- im Bereich des Doppelzentrums Tübingen-Reutlingen
  - Metzingen und Rottenburg am Neckar
  - (Albstadt, Balingen und Hechingen)
- im Bereich des Oberzentrums Pforzheim (gehört nicht zur Metropolregion Stuttgart)
  - Calw und Nagold
- im Bereich der Region Ostwürttemberg (diese hat kein offiziell ausgewiesenes Oberzentrum; die oberzentralen Funktionen nehmen die vier Mittelzentren Aalen, Ellwangen, Heidenheim und Schwäbisch Gmünd „in funktionaler Abstimmung und Ergänzung“ wahr)
  - Schwäbisch Gmünd

## Bevölkerungsreichere Städte

### In der inneren Metropolregion Stuttgart
Die innere Metropolregion Stuttgart entspricht im Wesentlichen dem Gebiet der Region Stuttgart. Sie besitzt eine Fläche von 3654 Quadratkilometern und hat etwa 2,7 Millionen Einwohner (Stand: 31. März 2005). Einzelne Gemeinden im Rems-Murr-Kreis, Landkreis Esslingen und Landkreis Göppingen gehören zur Region Stuttgart, nicht jedoch zur Metropolregion Stuttgart.
Die folgende Tabelle umfasst die bevölkerungsreichsten Städte über 20.000 Einwohner der inneren Metropolregion Stuttgart (Stand der Einwohnerzahlen: 31. Dezember 2023).
| Stadt                    | Einwohner |
| ------------------------ | --------- |
| Stuttgart                | 613.111   |
| Ludwigsburg              | 92.952    |
| Esslingen am Neckar      | 96.470    |
| Sindelfingen             | 61.296    |
| Göppingen                | 58.802    |
| Waiblingen               | 57.268    |
| Böblingen                | 51.405    |
| Leonberg                 | 49.043    |
| Filderstadt              | 46.010    |
| Fellbach                 | 47.123    |
| Bietigheim-Bissingen     | 43.651    |
| Kirchheim unter Teck     | 42.412    |
| Nürtingen                | 40.765    |
| Leinfelden-Echterdingen  | 41.042    |
| Schorndorf               | 41.286    |
| Ostfildern               | 39.612    |
| Backnang                 | 38.643    |
| Kornwestheim             | 33.891    |
| Herrenberg               | 34.125    |
| Vaihingen an der Enz     | 28.772    |
| Winnenden                | 29.761    |
| Geislingen an der Steige | 27.872    |
| Weinstadt                | 27.037    |
| Remseck am Neckar        | 26.222    |
| Ditzingen                | 22.826    |
| Eislingen/Fils           | 22.401    |

### Äußere Metropolregion Stuttgart
Die folgende Tabelle umfasst die bevölkerungsreichsten Städte über 20.000 Einwohner der äußeren Metropolregion Stuttgart (Stand der Einwohnerzahlen: 31. Dezember 2023).
| Stadt                | Einwohner | Regierungsbezirk |
| -------------------- | --------- | ---------------- |
| Heilbronn            | 131.653   | Stuttgart        |
| Reutlingen           | 118.770   | Tübingen         |
| Tübingen             | 91.763    | Tübingen         |
| Schwäbisch Gmünd     | 64.116    | Stuttgart        |
| Rottenburg am Neckar | 45.475    | Tübingen         |
| Neckarsulm           | 26.368    | Stuttgart        |
| Calw                 | 24.943    | Karlsruhe        |
| Nagold               | 23.781    | Karlsruhe        |
| Metzingen            | 23.118    | Tübingen         |
| Bad Rappenau         | 22.756    | Stuttgart        |
| Mössingen            | 21.766    | Tübingen         |

### Ländlicher Raum im Kooperationsraum Metropolregion Stuttgart
Der Kooperationsraum Metropolregion Stuttgart umfasst einen ländlichen Raum einschließlich dortiger Verdichtungsbereiche. Dort leben etwa 1,8 Millionen Menschen. Dieser ländliche Raum mit seinen Verdichtungsbereichen wird in die Betrachtung der Metropolregion, etwa beim Initiativkreis Europäische Metropolregionen in Deutschland, mit einbezogen. Der gesamte Kooperationsraum umfasst die Regionen Stuttgart, Heilbronn-Franken, Nordschwarzwald, Ostwürttemberg und Neckar-Alb vollständig.
Nachfolgend aufgelistet sind die bevölkerungsreichsten Städte in ihrer jeweiligen Region (Stand der Einwohnerzahlen: 31. Dezember 2023).
| Stadt          | Einwohner |
| -------------- | --------- |
| Pforzheim      | 135.087   |
| Mühlacker      | 26.852    |
| Horb am Neckar | 25.662    |
| Freudenstadt   | 24.333    |

| Schwäbisch Hall | 42.363 |
| Crailsheim      | 35.346 |
| Öhringen        | 25.582 |
| Bad Mergentheim | 24.182 |
| Wertheim        | 23.076 |
| Eppingen        | 22.630 |

| Aalen                   | 67.724 |
| Heidenheim an der Brenz | 50.471 |
| Ellwangen (Jagst)       | 24.826 |

| Albstadt | 46.919 |
| Balingen | 35.474 |